# Guido Zuliani
Guido Zuliani (Ziracco, 30 agosto 1913 – La Spezia, 25 maggio 1999) è stato un calciatore italiano, di ruolo attaccante.

## Carriera
Con lo Spezia conquista la promozione in Serie B al termine della stagione 1935-1936 e debutta tra i cadetti nel 1936-1937; conta complessivamente 112 presenze e 15 reti in cinque campionati di Serie B disputati con i liguri.
Nel 1944 gioca 7 gare con il Parma nel Campionato Alta Italia 1943-1944.

## Palmarès

### Club

#### Competizioni nazionali
- Serie C: 2

Spezia: 1935-1936, 1939-1940